# Estatisme
L'estatisme, en la ciència política, és la doctrina segons la qual l'autoritat política de l'⁣estat és legítima, fins a cert punt. Això pot incloure la política econòmica i social, especialment pel que fa a la fiscalitat i els mitjans de producció.
El terme estatisme va guanyar popularitat en el discurs polític nord-americà durant les dècades de 1930 i 1940. L'oposició a l'estatisme s'anomena antiestatisme o anarquisme. Aquest últim es caracteritza per un rebuig total de tot govern jeràrquic.
L'estatisme pot ser portat en menor o major grau, en diferents àmbits i amb diferents objectius. Pot referir-se a la intervenció de l'Estat en l'economia per a, per exemple, no deixar que evolucioni només en funció del màxim benefici econòmic de l'empresari i que tingui també objectius de benefici social, per a lluitar contra la creixent desigualtat de classes o per a protegir l'economia local davant la forana o per a protegir les petites empreses enfront de les grans. Alguns exemples poden ser les empreses públiques, el proteccionisme, l'intervencionisme monetari, les taxes, els bonus i els malus. Però també és estatisme, encara que d'un altre tipus, social, la voluntat del govern de sotmetre la societat sota el seu control o la d'imposar la seva moral. També és un tipus d'estatisme el fet de voler utilitzar l'Estat per a beneficis particulars.
Al segle XX alguns Estats totalitaris, com el nazisme de Hitler, el nacionalcatolicisme de Franco, el feixisme de Mussolini o el comunisme de Stalin, van portar l'estatisme a l'extrem, de manera que una sola persona, o un partit polític, governant un Estat es considerava amb el dret de dirigir la voluntat de tots els ciutadans, apropiant-se o depravant l'opinió pública, mitjançant la propaganda o per altres mitjans. Així, aquests Estats es convertien en el principal mitjà de difusió de la informació i de la visió del món des del punt de vista únicament del governant.

## Context
L'estatisme pot adoptar moltes formes, des del petit govern o govern limitat fins al gran govern. El minarquisme és una filosofia política que prefereix un estat mínim que faci només una mena de vigilància nocturna per protegir la gent de l'agressió, el robatori, l'incompliment de contracte i el frau amb l'exèrcit, la policia i els tribunals. Això també pot incloure cossos de bombers, presons i altres funcions. L'estat del benestar és una altra forma dins de l'espectre de l'estatisme. Les filosofies autoritàries consideren un estat fort i autoritzat com a necessari per legislar o fer complir la moral i les pràctiques culturals. El totalitarisme és aquell que prefereix un estat potent i global.
La teoria política fa temps que qüestiona la naturalesa i els drets de l'estat. Algunes formes de corporativisme exalten la posició moral que el grup empresarial, normalment l'estat, és més gran que la suma de les seves parts i que els individus tenen l'obligació moral de servir l'estat. L'escepticisme cap a l'estatisme a les cultures occidentals està molt arrelat a la filosofia de la Il·lustració. John Locke va influir notablement en el pensament modern en els seus escrits publicats abans i després de la revolució anglesa de 1688, especialment A Letter Concerning Toleration (1667), Two Treatises of Government (1689) i An Essay Concerning Human Understanding (1690). En el text de 1689, va establir les bases de la teoria política liberal, és a dir, que els drets de les persones existien abans del govern; que l'objectiu del govern és protegir els drets personals i de propietat; que la gent pugui dissoldre governs que no ho facin; i aquest govern representatiu és la millor forma de protegir els drets.

## Estatisme econòmic
L'estatisme econòmic promou la visió que l'estat té un paper important, necessari i legítim a l'hora de dirigir els principals aspectes de l'⁣economia, ja sigui directament a través de les empreses estatals i la planificació econòmica de la producció, o indirectament mitjançant l'intervencionisme econòmic i la regulació macroeconòmica.

### Capitalisme d'estat
El capitalisme d'estat és una forma de capitalisme que presenta altes concentracions d'empreses comercials de propietat estatal o la direcció estatal d'una economia basada en l'acumulació de capital, el treball assalariat i l'assignació del mercat.
En alguns casos, el capitalisme d'estat fa referència a polítiques econòmiques com el dirigisme, que va existir a França durant la segona meitat del segle XX i a les economies actuals de la República Popular de la Xina i Singapur, on el govern posseeix accions de control pública de empreses cotitzades. Alguns autors també defineixen les antigues economies del bloc de l'Est com una forma de capitalisme d'estat.

### Intervencionisme d'estat
El terme estatisme s'utilitza de vegades per referir-se a economies de mercat amb grans quantitats d'intervenció, regulació o influència del govern sobre els mercats. Les economies de mercat que presenten alts graus d'intervenció s'anomenen a vegades "economies mixtes". L'intervencionisme econòmic afirma que l'estat té un paper legítim o necessari en el marc d'una economia capitalista intervenint en els mercats, regulant contra els excessos de la indústria del sector privat i proporcionant o subvencionant béns i serveis no produïts adequadament pel mercat.

### Socialisme d'estat
El socialisme d'estat es refereix a grans trets a les formes de socialisme basades en la propietat estatal dels mitjans de producció i l'assignació de recursos dirigida per l'estat. S'utilitza sovint en referència als sistemes econòmics de tipus soviètic dels antics estats comunistes i, per extensió, els de Corea del Nord, Cuba i la República Popular de la Xina.
Els crítics del socialisme d'estat argumenten que les seves manifestacions conegudes als estats del model soviètic són només formes de capitalisme d'estat afirmant que el model soviètic d'economia es basava en un procés d'⁣acumulació de capital dirigida per l'estat i jerarquia social.
Políticament, el socialisme d'estat s'usa sovint per designar qualsevol ideologia o moviment polític socialista que advoqui per l'ús del poder estatal per a la construcció del socialisme, o per a la creença que l'estat s'ha d'apropiar i utilitzar per assegurar l'èxit d'una revolució socialista. Normalment, s'utilitza en referència als socialistes marxistes-leninistes que defensen un estat de partit únic.

## Antiestatisme
L'antiestatisme és qualsevol aproximació a la filosofia social, econòmica o política que rebutja l'estatisme. Un antiestatista és aquell que s'oposa a la intervenció de l'⁣estat en els afers personals, socials i econòmics. En l'anarquisme, això es caracteritza per un rebuig total de tota dominació jeràrquica involuntària. L'antiestatisme està present en una varietat de posicions molt diferents i abasta una sèrie de conceptes i pràctiques dimètriques. Els antiestatistes difereixen molt segons les creences que mantenen a més de l'antiestatisme, ja que la dificultat important per determinar si un pensador o una filosofia és antiestatista és el problema de definir l'⁣estat en si.
La terminologia ha canviat amb el temps i els escriptors en el passat passats sovint utilitzaven la paraula estat en un sentit diferent del que l'utilitzem al segle xxi. L'anarquista Mikhail Bakunin va fer ús del terme simplement per a referir-se a una organització de govern, mentre que altres escriptors van fer servir el terme estat per a referir-se a qualsevol organisme legislatiu o d'aplicació de la llei. El socialista revolucionari Karl Marx va definir l'estat com la institució utilitzada per la classe dirigent d'un país per mantenir les condicions del seu domini. Segons el liberal Max Weber, l'estat és una organització amb un monopoli legal efectiu sobre l'ús legítim de la força física en una àrea geogràfica determinada. L'anarcocapitalista Murray Rothbard considera el poder de l'estat com injustificat, argumentant que restringeix els drets individuals i la prosperitat, i crea problemes socials i econòmics.

### Temes relacionats
- L'antimilitarisme és l'oposició al "domini militar, l'elevada despesa militar o la imposició de bases estrangeres".[22] És una oposició a la política militar estatista, especialment a l'armament nuclear, i està estretament associada al pacifisme.[23][24] L'anarco-pacifisme és una forma radical d'aquests principis.[24]
- La desobediència civil és el rebuig practicat de l'autoritat legislativa de l'estat. Normalment es defineix com a relacionat amb la relació entre les lleis de l'estat i el ciutadà.[25] La desobediència civil sovint té com a objectiu desafiar la legitimitat d'una decisió política o judicial mitjançant la protesta.
- La desinformació és informació falsa difosa deliberadament per enganyar.
- El laissez-faire és l'absència de qualsevol intervenció estatal en una economia de mercat. La teoria del laissez-faire es basa en el principi que la intervenció econòmica per part del govern és poc pràctica, ineficaç o il·legítima.
- L'autogovern és la capacitat d'un grup o individu d'exercir totes les funcions de regulació necessàries sense la intervenció d'una autoritat externa.
- La vigilància va veure l'aparició de tecnologies com els ordinadors de vigilància d'alta velocitat i el programari de biometria. Com que els governs tenen ara una capacitat sense precedents per supervisar les activitats dels seus súbdits, molts grups de drets civils i privadesa han expressat la seva preocupació perquè permetre un augment continu de la vigilància governamental dels ciutadans acabarà en una societat de vigilància massiva, amb extremadament limitada o inexistent. llibertats polítiques i personals.